# Neue Zeitschrift für Arbeitsrecht (1921–1933)
Die Neue Zeitschrift für Arbeitsrecht (1921–1933) (NZfAR) war eine juristische Fachzeitschrift, die sich dem Arbeitsrecht als einem in der Weimarer Republik ‚heranwachsenden neuen Rechtsgebiet’ widmete und in der Aufsätze, Entscheidungen, Buchbesprechungen, Literaturübersichten sowie Gesetze, Verordnungen und amtliche Bekanntmachungen veröffentlicht wurden.
Begründet und herausgegeben wurde sie im Mai 1921 von Walter Kaskel. Außerdem publizierten dort die Mitherausgeber Hermann Dersch, Friedrich Sitzler  und Friedrich Syrup.
Die NZfAR erschien im Verlag von Julius Bensheimer monatlich bis zur Ausgabe Juli 1933. Dann wurde der Verlag arisiert. Ebenfalls im Juli 1933 stellte der Verlag J. Heß in Stuttgart die von Hugo Sinzheimer mit herausgegebene Zeitschrift Arbeitsrecht (Zeitschrift für das gesamte Dienstrecht der Arbeiter, Angestellten und Beamten) ein. Der Deutsche Arbeitsgerichtsverband wurde 1936 der Deutschen Arbeitsfront eingegliedert, womit auch die Zeitschrift Arbeitsgericht aufgegeben wurde.
Stattdessen wurde ab August 1933 die Zeitschrift Deutsches Arbeitsrecht (DAR) von Werner Mansfeld, Ministerialdirektor und Hauptabteilungsleiter im Reichsarbeitsministerium, herausgegeben, der auch wesentlich am Entstehen des Gesetzes zur Ordnung der nationalen Arbeit  von 1934 beteiligt war.